# Jørn Terndrup
Jørn Terndrup (født 3. december 1947 i Nyborg) er en dansk politiker, der i 2001 borgmester i Nyborg Kommune, valgt for Venstre. Han fortsatte som borgmester i den nye udvidede Nyborg Kommune indtil 2009, hvor han blev afløst af Erik Christensen.
Terndrup er oprindeligt uddannet indenfor kontor og handel og har senere efteruddannet sig til statsautoriseret ejendomsmægler og valuar. Han var fra 1980-1986 direktør for Tømmergården Nyborg. Fra 1976-1981 drev han eget byggefirma. I 1986 blev han vurderingsinspektør hos Kreditforeningen Danmark, det senere Realkredit Danmark, hvor han fra 1990 til 2001 var erhvervsrådgiver. 
Jørn Terndrup blev medlem af byrådet og borgmester i Nyborg i 2001 og brød dermed 84 års uafbrudt socialdemokratisk styre.